# Гданьский повет
Гданьский повет (пол. Powiat gdański) — повет (район) в Польше, входит как административная единица в Поморское воеводство. Центр повета — город Прущ-Гданьски. Занимает площадь 793,17 км². Население — 108 485 человек (на 30 июня 2015 года).

## Административное деление
- города: Прущ-Гданьски
- городские гмины: Прущ-Гданьски
- сельские гмины: Гмина Цедры-Вельке, Гмина Кольбуды, Гмина Прущ-Гданьски, Гмина Пшивидз, Гмина Пщулки, Гмина Сухы-Домб, Гмина Тромбки-Вельке

## Демография
Население повята дано на 30 июня 2015 года.
| Перепись            | Всего   | Мужчины | Женщины |
| ------------------- | ------- | ------- | ------- |
|                     | чел.    | чел.    | чел.    |
| Всего               | 108 485 | 53 387  | 55 098  |
| Городское население | 29 406  | 14 072  | 15 334  |
| Сельское население  | 79 079  | 39 315  | 39 764  |